# Greh

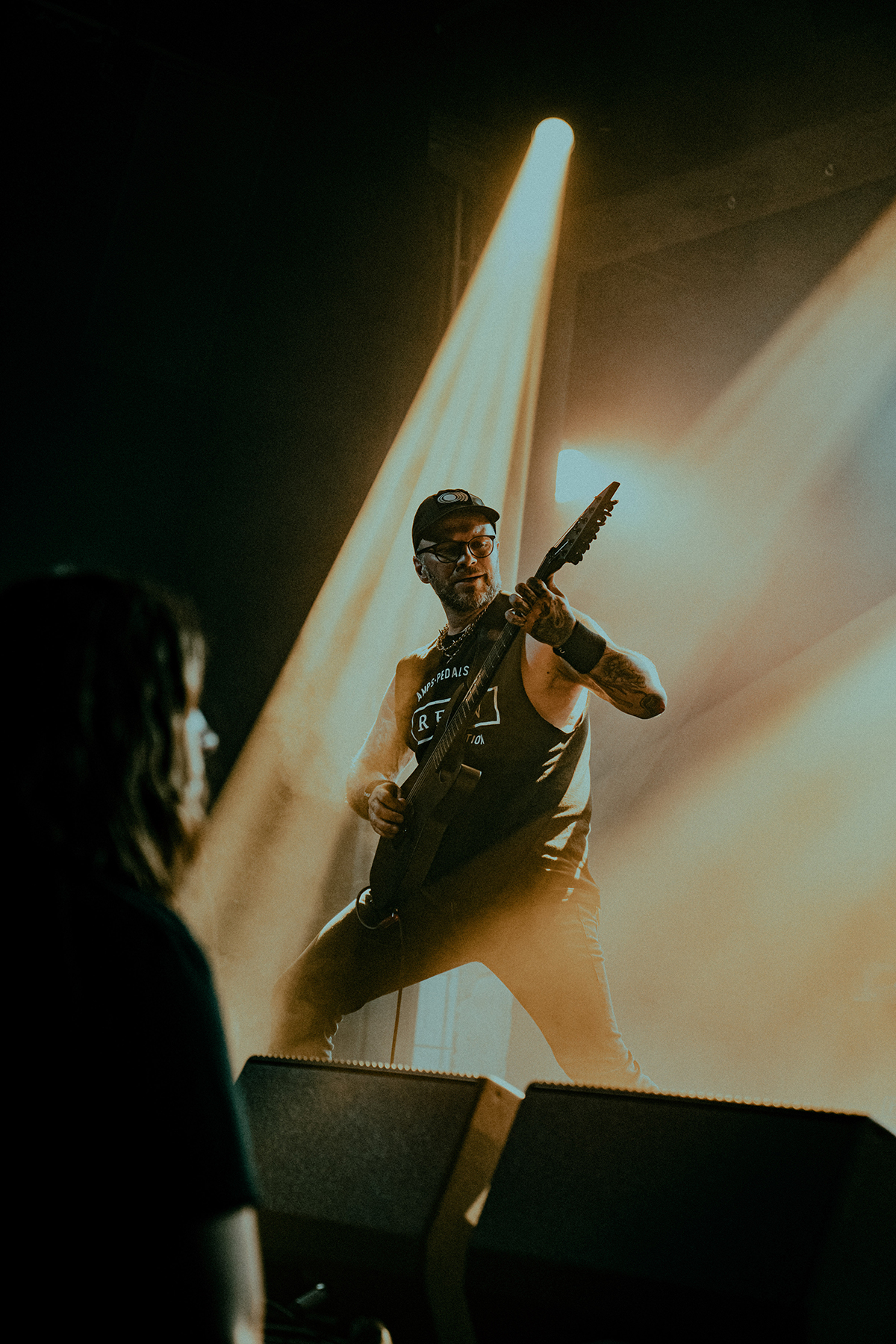
Gjero Live in Substage Karlsruhe 2025-06-23

Greh (Eigenschreibweise GREH) ist eine deutsche Metal-Band aus Karlsruhe. Die Band wurde 2022 von Gjero Krsteski zunächst als Ein-Mann-Projekt gegründet. Im Jahr 2023 wurde Greh zu einer Band mit drei Musikern,  ohne Bassisten. Die Band spielt eine Mischung aus Black und Death Metal mit Sludge- und Doom-Elementen. 

## Geschichte
Nachdem Gjero Krsteski die Band  Hellgreaser verlassen hatte, gründete er 2022 Greh als Ein-Mann-Projekt. Das Ein-Mann-Projekt veröffentlichte die EP Age of Resentment am 1. Juni 2022. Für den Gesang auf dieser EP wurde  Eric Castiglia engagiert. Im Jahr 2023 wurde Greh zu einem Trio mit Gjero Krsteski an der Gitarre, Maurice Müller am Schlagzeug und Martin Kocula als Sänger.

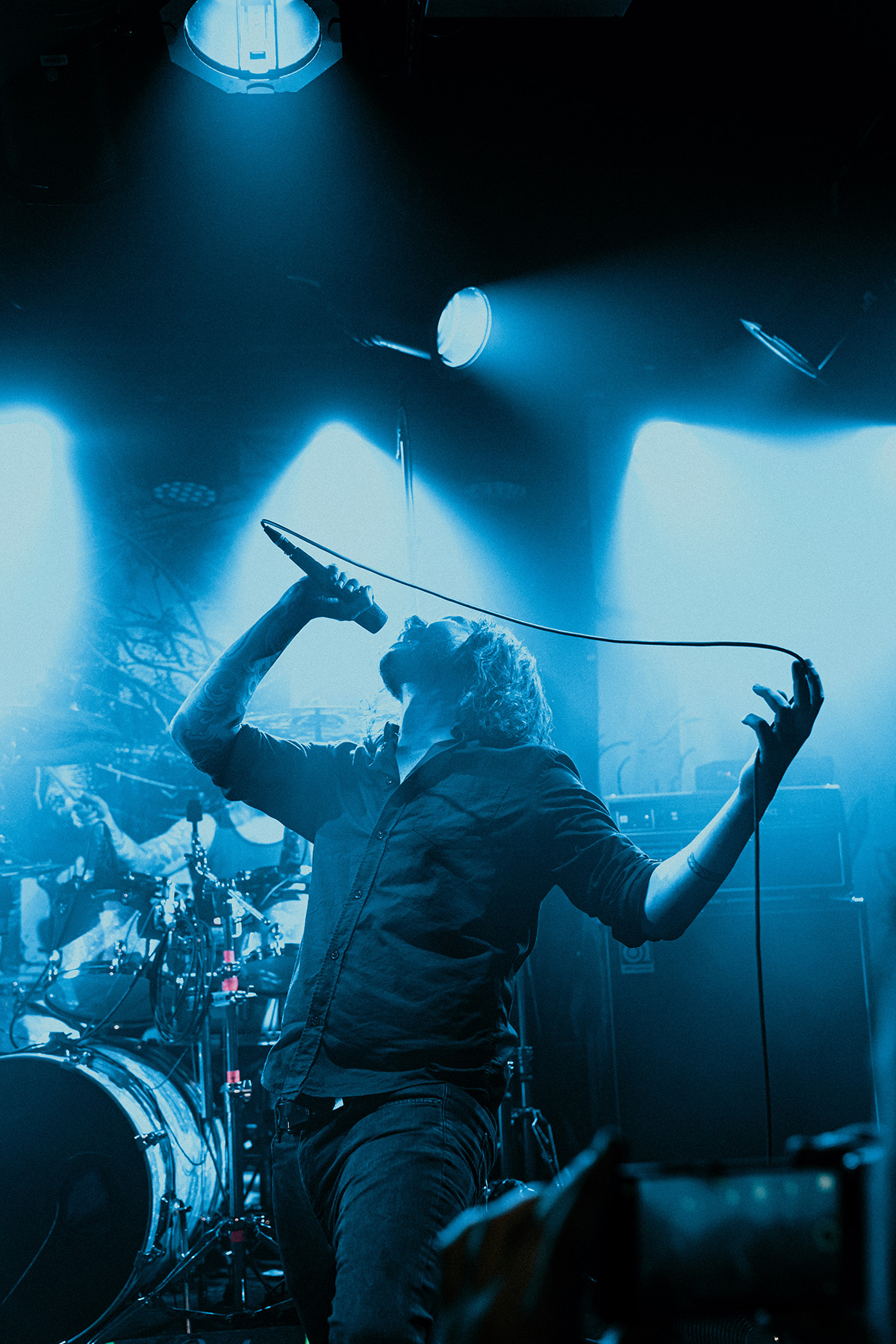
Martin Live in Cafe Central Weinheim 2025-07-06

Die Debüt-EP der Band als Trio, Reversion of the Repressed, wurde am 31. März 2023 digital veröffentlicht. Seit 2023 hat die Band Konzerte in Deutschland, Österreich, Tschechien und den Niederlanden als Headliner gespielt und war als Support für Bands wie: Arkona, Firtan, Fit for an Autopsy, Morast, Ophis, Hexis, Bewitcher, Iron Walrus, Glare of the Sun aktiv. Am 15. Januar 2025 erschien das Debütalbum Dysphoric Devotion auf dem eigenen Label Greh-Recordings in Zusammenarbeit mit  Fetzner Death Records.

## Stil
Der musikalische Stil von Greh ist ein „intensiver und minimalistischer Sound“. Er kombiniert Wut und Härte mit Groove und Dissonanz. Die Musik wird als "Blackened Death-Doom-Metal" beschrieben und erzeugt eine „spirituelle Dunkelheit und Emotionen“.  Ein Kritiker bemerkte, die Musik erinnere an eine „hybride Liebesbeziehung zwischen Crowbar und EyeHateGod“. Ein anderer beschreibt den Sound als eine „aggressive und dissonante Wall aus Gitarren, donnernden Drums und dunklem Gesang“.
Die Texte sind oft autobiografisch und behandeln Themen wie Verlust, Trauer und Depression, aber auch Heilung. Das Album Dysphoric Devotion wird als eine musikalische Reise durch ein dunkles Universum beschrieben, in dem Licht und Schatten sich abwechseln und rohe Gewalt und intensive Wut widerspiegeln.

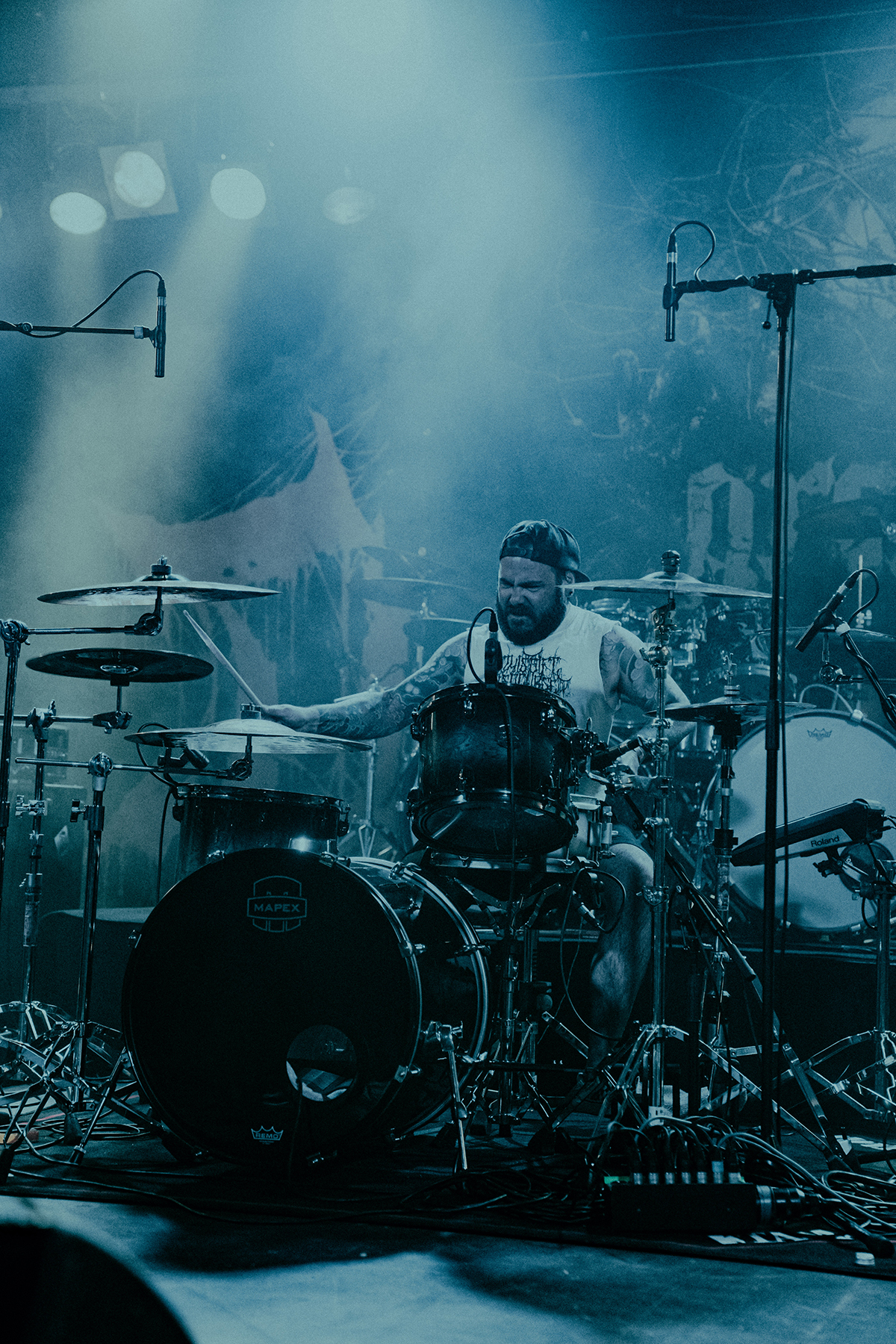
Maurice Live in Substage Karlsruhe 2025-06-23

## Diskografie
- Age of Resentment (EP, 1. Juni 2022 , Greh Recordings)
- Sanctification (Single, 25. Dezember 2022, Greh Recordings)
- Reversion of the Repressed (EP, 31. März 2023, Greh Recordings)
- Thy Breath Not Mine (Single, 2. Februar 2024, Earache Digital Distribution)
- Illusional Cenotaph (Single, 1. April 2024, Earache Digital Distribution)
- Chained Thoughts (Single, 17. Mai 2024, Greh Recordings)
- Dysphoric Devotion (Album, 15. Januar 2025, Greh Recordings + Fetzner Death Records)